# 澀谷向山古墳
澀谷向山古墳（日语：／ Shibutanikōyamakofun）是位於日本奈良縣天理市澀谷町的一座前方後圓墳。雖然實質被葬者不明，但是宮內廳認為是第12代景行天皇的陵墓，並且稱為山邊道上陵（日语：／ Yamanobenomichinoenomisasagi）。古墳是奈良縣第二大、日本全國則是第八大規模的。古墳也是柳本古墳群中規模最大的。

## 概要
古墳位於標高586米的龍王山山腳的平坦盆地。古墳現在雖然被認為是景行天皇陵，但是在江戶時代則被當成是崇神天皇陵，其建造時期比現在的行燈山古墳略晚，估計建於古墳時代前期（4世紀後半）。
1993年和2015年，為了進行保護工程，兩次在古墳展開了考古調查。出土了石枕、圓筒埴輪和蓋形埴輪。

## 規模

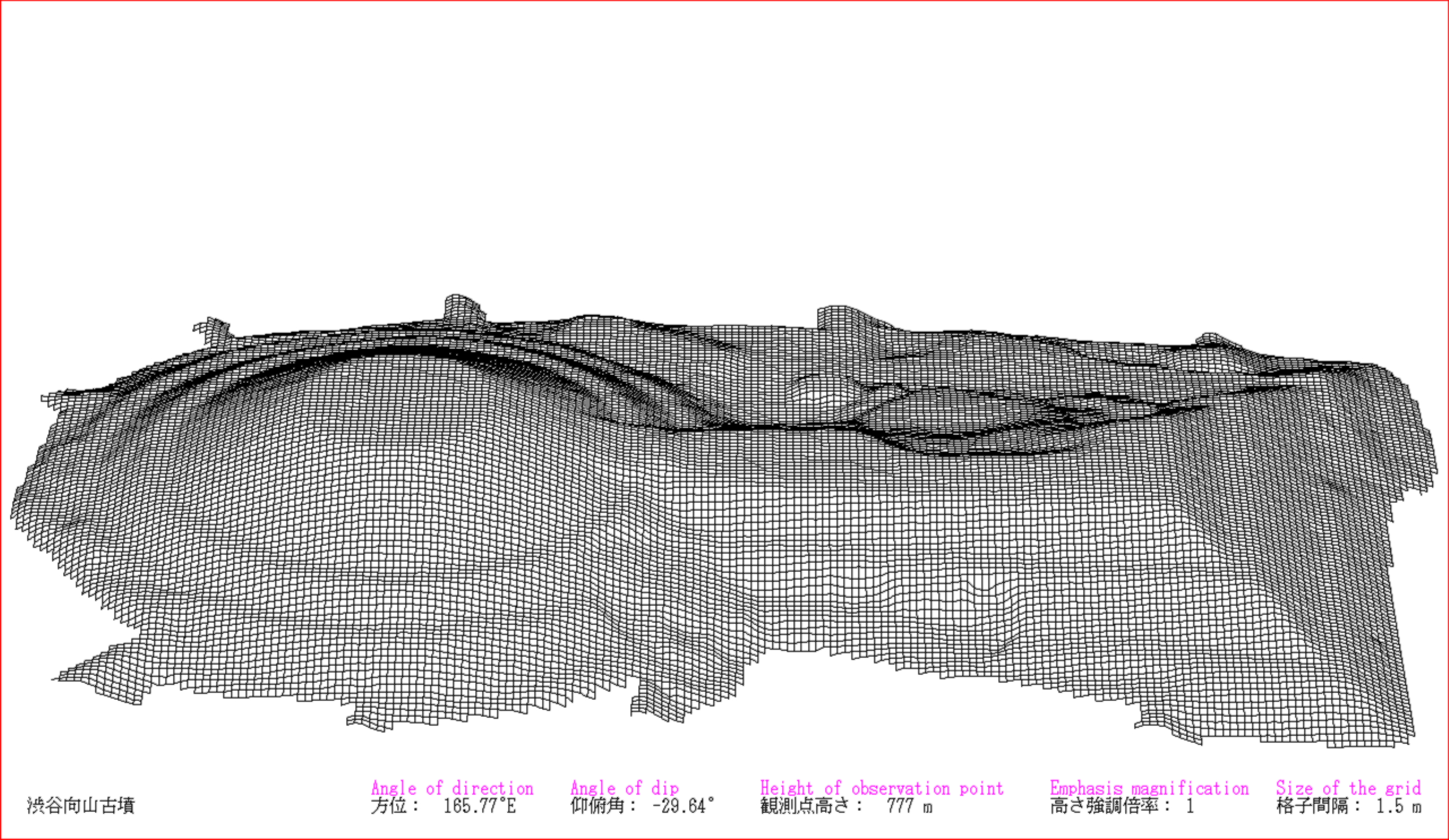
用3DCG绘制的澀谷向山古墳

古墳全長310米，前方部分闊170米，高23米，後圓部分直徑168米，高23米。墳丘以東西方向為主軸，後圓部分呈圓形，跟前方部分一樣均是由3層組成。後圓部分和前方部分均為平地，前方部分的闊度也與後圓部分的直徑幾乎相等，比例為1:1.1。
階梯狀的周濠呈盾形，並且通過堵塞墳丘兩側的山谷部分而建成，為了引水入周壕，也設置了渡土堤。現在的周濠和渡土堤相信至少經過後世改動，但是部分亦保留了興建當初的原始狀態。

## 外部連結
- 山邊道上陵 （页面存档备份，存于）